# Born Against
Born Against was een Amerikaanse hardcoreband uit New York, opgericht in 1989 en ontbonden in 1993.

## Bezetting
Laatste bezetting
- Sam McPheeters (zang)
- Adam Nathanson (e-gitaar)
- Tonie Joy (e-basgitaar)
- Brooks Headley (drums)

Voormalige leden
- Neil Burke (e-basgitaar)
- John Guzman (drums)
- George (drums)
- Nigel Schreiber (drums)
- Javier Villegas (e-basgitaar)

- Daryl Kahan (drums)
- Jon Hiltz (drums)
- Bret Blue (e-basgitaar)
- Melissa York (drums)

## Geschiedenis
De band werd begin 1989 geformeerd door gitarist Adam Nathanson, bassist Neil Burke, voorheen bij Life’s Blood, zanger Sam McPheeters en drummer John Guzman, die al snel werd vervangen door drummer George. Na een enkel optreden werd ook deze in juli 1989 vervangen door Nigel Schreiber. In deze bezetting nam de band demo-opnamen op voor de sampler Murderers Among Us, die verscheen bij McPheeters' eigen label Vermiform Records. Burke en Schreiber verlieten de band tegen het einde van het jaar. In maart 1990 kwamen de bassist Javier Villegas en de drummer Darryl Kahan bij de bezetting. In 1990 volgden met Eulogy en Born Against, waarop Daryl Kahan als drummer te horen was, de eerste twee singles. Na de publicatie van de singles volgden diverse tournees. Aan het eind van het jaar werd drummer Kahan vervangen door Jon Hiltz.
In 1991 was de band te horen op de sampler Give Me Back, die werd uitgebracht bij Ebullition Records. In hetzelfde jaar verscheen het debuutalbum Nine Patriotic Hymns for Children bij Vermiform Records. Eind 1991 verliet bassist Villegas de band en werd vervangen door bassist Bret Blue. Daarna volgden verschillende tournees, waaronder een Europese tournee. De band werkte vervolgens aan hun nieuwe album, waarbij het werk in juli 1992 werd onderbroken, toen Hiltz vertrok. Melissa York was de nieuwe drummer tijdens de Battle Hymns of the Race War-opnamen, hoewel ze nooit werd gehoord tijdens een optreden. Het album zou in 1993 worden uitgebracht.
Begin 1993 verhuisden Nathanson en McPheeters naar Jersey City. Als de nieuwe bassist kwam Tonie Joy en de drummer Brooks Headley bij de bezetting, voordat verdere tournees volgden. De band was ook te horen op andere samplers en split-publicaties, waaronder een split-publicatie in 1993 met Screeching Weasel bij Lookout! Records, evenals een andere in hetzelfde jaar, samen met Universal Armageddon bij Gravity Records en in 1994 met Man Is the Bastard bij Vermiform Records. In juli 1993 speelde de band hun laatste concert.
Daarna formeerden sommige leden nieuwe bands, zoals zanger McPheeters Men's Recovery Project en Nathanson Young Pioneers. Tonie Joy en Brooks Headley zetten hun Universal Order of Armageddon-project voort. Nadat drummer Kahan uit de band was gestapt, nam hij deel aan bandprojecten zoals Assück en Citizen’s Arrest. Een paar jaar later werd het label Kill Rock Stars bekend met de band, die de compilatie The Rebel Sound of Shit and Failure in 2002 opnieuw uitbracht, met een plaat met zeldzame opnamen van eerdere single- en splitpublicaties. Daarnaast verschenen Nine Patriotic Hymns en Battle Hymns op een geluidsdrager. In 2004 startte McPheeters het nieuwe project Wrangler Brutes.

## Stijl
Volgens Paul Kott spreekt de single Eulogy zich uit tegen de trend van Krishna-kernbands als Shelter om zich tot het Krishna-geloof te bekeren, volgens Matthias Mader in zijn boek New York Hardcore. The Way it Was ... verraste de band op het album Nine Patriotic Hymns for Children in nummers als Mount the Pavement, Shroud en Test Pattern door plotselinge pauzes en frequente tempowisselingen, vergelijkbaar met de vroege werken van No Means No. Alleen de zang is typerend voor hardcore in New York. Tekstueel was het een nogal grove aanval op de christelijke hypocrisie van de Amerikaanse consumptiemaatschappij. Dit in tegenstelling tot de scene, die volgens zijn mening muzikaal is en, aangezien de nummers vaak gaan over onderwerpen als straight edge, ook tekstueel stagneert. De nummers hadden een progressief karakter. Volgens Kenjamin van punknews.org werd de band op de twee albums sterk beïnvloed door Reaganomics, de presidentsverkiezingen van George H.W. Bush en de Irak-Iranoorlog. Sarcasme en satire zijn veelvoorkomende stijlmiddelen in de teksten. Volgens pitchfork.com zijn de teksten grimmig en agressief en zouden ze mensen moeten aanmoedigen om de ideologieën van Youth of Today en Judge te heroverwegen. Bands als Boysetsfire, Metroschifter en Refused noemen Born Against als invloed.

## Discografie
- 1990: Born Against (single, Vermiform Records)
- 1990: Euology (single, Vermiform Records)
- 1991: Nine Patriotic Hymns for Children (album, Vermiform Records)
- 1993: Battle Hymns of the Race War (album, Vermiform Records)
- 1993: Born Against/Screeching Weasel (split met Screeching Weasel, Lookout! Records)
- 1993: Born Against/Universal Order of Armageddon (split met Universal Order of Armageddon, Gravity Records)
- 1994: Born Against/Man Is the Bastard (split met Man Is the Bastard, Vermiform Records)
- 1994: Patriotic Battle Hymns (compilatie, Vermiform Records)
- 1995: The Rebel Sound of Shit and Failure (compilatie, Vermiform Records)